# Марулич, Марко
Ма́рко Ма́рулич (хорв. Marko Marulić, 18 августа 1450, Сплит, Венецианская республика, ныне Хорватия — 5 января 1524, Сплит) — хорватский средневековый поэт и гуманист, известный как «отец хорватского ренессанса» и «отец хорватской литературы». Подписывал свои произведения как «Marko Marulić Splićanin» (Марко Марулич Сплитянин), «Marko Pečenić» (Марко Печенич), «Marcus Marulus Spalatensis» (или «Marcus de Marulis Spalatensis»). Согласно ряду источников Марулич первым дал определение и использовал понятие «психология» в значении, в котором этот термин используются в наше время.
Портрет Марко Марулича изображён на лицевой стороне банкноты в 500 хорватских кун.

## Биография

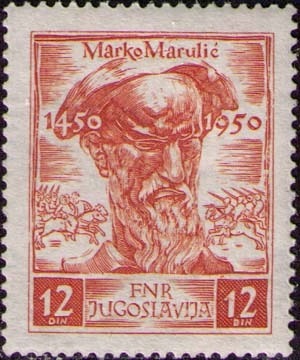
Почтовая марка Югославии. 1951 г.

Марулич родился в 1450 году в Сплите, принадлежавшем тогда Венецианской республике. Происходил из аристократического семейства Печенич или Печинич (Pečenić, Pecinić, Picinić), члены которого в XV веке стали именовать себя Маруличами (на латыни Marulus или de Marulis).

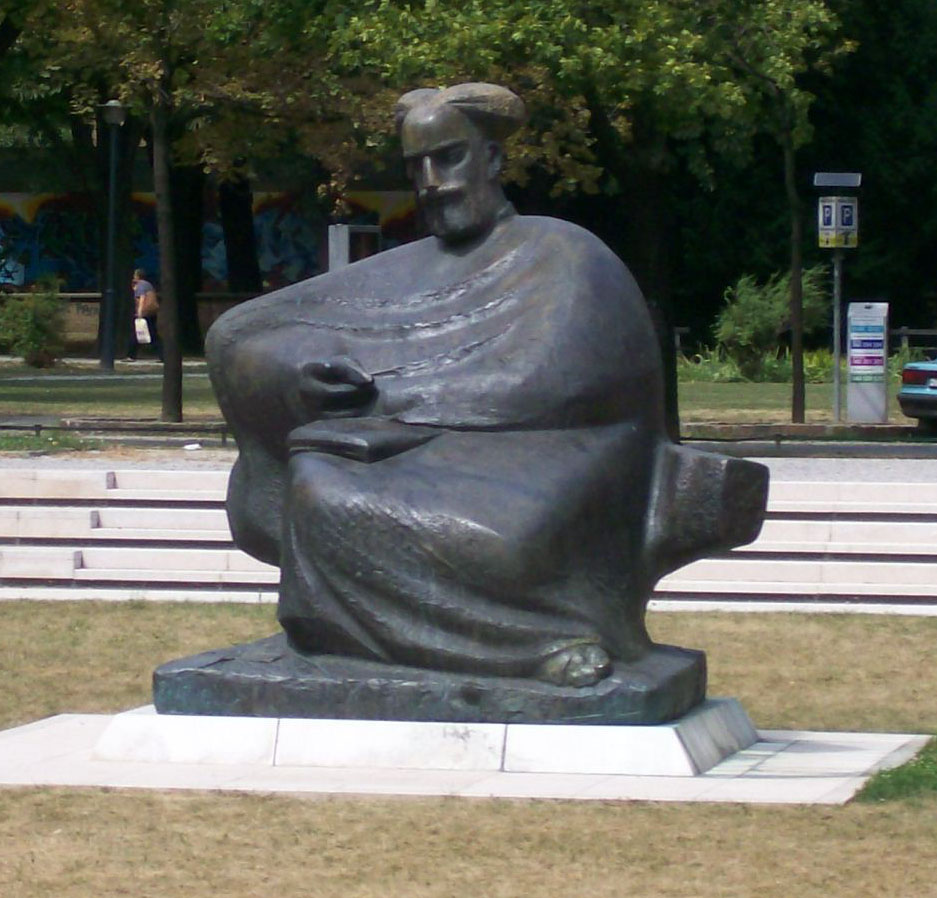
Памятник Маруличу в Загребе

Биографических сведений о Маруличе сохранилось немного, а известные факты из его жизни являются довольно ненадежными. Скорее всего, он посещал школу в Сплите, где учительствовал в это время гуманист Тидео Аччарини (Tideo Acciarini). После окончания школы, он, как предполагают, изучал право в университете Падуи, после чего большую часть жизни провёл в своем родном городе. Время от времени он посещал Венецию (по торговым делам) и Рим (на празднование 1500-го юбилейного года).
Около двух лет Марулич прожил в городке Нечуям (Nečujam) на острове Шолта. В Сплите он занимался юридической практикой, служа судьей, аудитором нотариальных записей и исполнителем завещаний.

## Труды
Марулич был центральной фигурой гуманистического круга Сплита, его творчество вдохновлялось Библией, античными писателями и агиографическими произведениями. Обладая системным мышлением, Марулич стремился поставить античную образованность на службу христианскому просвещению, не впадая (в отличие от Яна Паннония) в преклонение перед язычеством. 
Он писал на трех языках: латыни (более 80 % его сохранившихся трудов), хорватском и итальянском (только три письма и два сонета). Марулич активно участвовал в борьбе против турок, вторгавшихся в хорватские земли в то время. Он написал, в частности, «Эпистолу» (Epistola) к Папе, в которой просил оказать помощь в борьбе с османами.

### Латинские

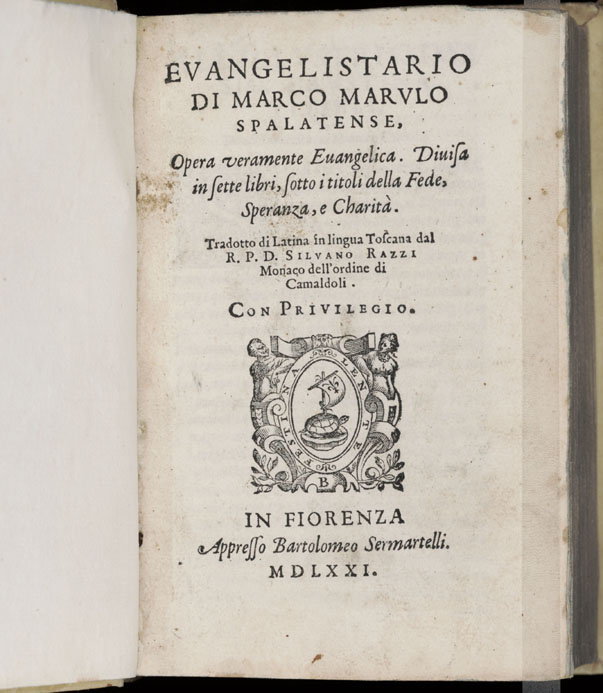
Обложка произведения Марулича «Evangelistarium», 1571 (тосканский язык, перевод с латинского оригинала Сильвано Рацци (Silvano Razzi))

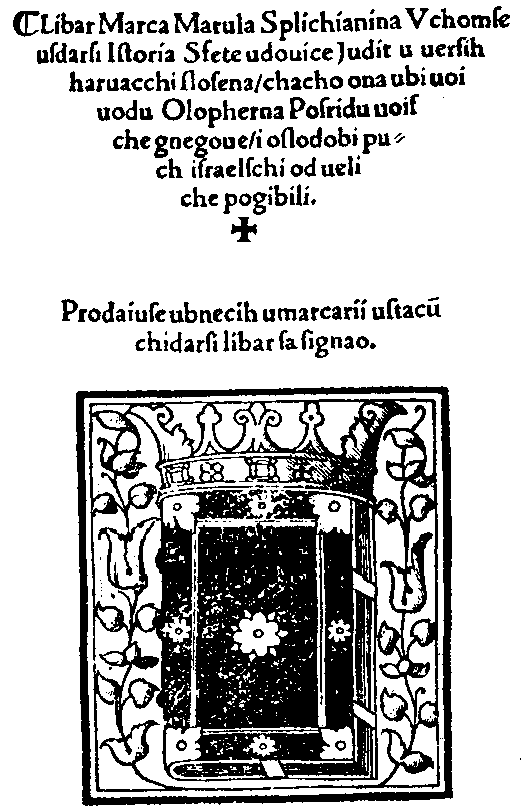
Обложка первого издания поэмы «Юдифь», Венеция, 1521 год

Европейская слава Марулича базировалась преимущественно на его произведениях, написанных на латыни, изданных и затем переизданных в XVI и XVII веках и переведенных на многие языки. Среди них:
- «Psichiologia de ratione animae humanae» — труд, в котором содержится древнейшее из известных литературных ссылок на термин «психология».
- «De institutione bene vivendi per exempla sanctorum»— морализаторский трактат, вдохновленный Библией, изданный в 1506 году в Венеции. Это была единственная книга, которую читал во время своей миссионерской деятельности Франциск Ксаверий.
- «Evangelistarium» — труд об этических принципах (издан в 1516 году).
- «Davidias[англ.]» (Давидиада) — религиозная эпическая поэма, которая соединила библейские и античные мотивы (1517 год), открыта только в 1924 году.

Множество религиозных трудов Марулича, некогда широко известных во всей Европе, до настоящего времени не сохранились.

### Хорватские
Главное произведение Марко Марулича на хорватском языке — эпическая поэма «Judita» (Юдифь), созданная в 1501 году и опубликованная в Венеции в 1521 году. Поэма основана на сюжете второканонической библейской «Книги Юдифи», написана на родном для поэта чакавском наречии.
Из других произведений Марка Марулича на хорватском языке:
- «Suzana» (Сузана) — поэма в 780 строф по библейским мотивам о еврейской женщине, ошибочно обвиненной в прелюбодеянии.
- «Poklad i korizma» (Карнавал и пост), «Spovid koludric od sedam smrtnih grihov» (Исповедь монахини о семи смертных грехах), «Anka Satira» (Анка Сатира) — светские поэмы, посвящённые его сестре.
- «Tuženje grada Hjerosolima» (Плач града Иерусалима) — в аллегорической форме оплакиваются страдания от турецких нашествий.
- «Molitva suprotiva Turkom» (Молитва против турок) — поэма из 172 рифмованных строф на антитурецкую тему, написанная между 1493 и 1500 годами. Поэма имеет скрытый акростих «Solus deus potes nos liberare de tribulatione inimicorum Turcorum sua potentia infinita[5]» (Только Бог может спасти нас от страдания от наших врагов турок).

Литературное наследие Марулича ни эстетически, ни стилистически не превосходит произведений его предшественников и современников из литературной школы Дубровницкой республики. Фактом остаётся то, что лирика Марулича явно уступает лирике Ганнибала Луцича, а его произведения по силе жизненного драматизма — произведениям Марина Држича; даже с точки зрения хронологии, Джоре Држич и Шишко Менчетич (Šiško Menčetić) писали стихи на современном для них штокавском диалекте хорватского языка за три десятилетия раньше Марулича. Однако статусу Марулича как «отца хорватской литературы» поспособствовал ряд факторов — никто из его современников и предшественников не добился такой славы при жизни, а его глубоко патриотические католические стихи рассматривались как воплощение судьбы хорватского народа.